# قصر زروق
قصر زروق  هو واحد من القصور التونسية التي بنيت في عهد البايات الحسينيون واستخدموه لإقامتهم، ويتميز القصر بتنوع تصاميمه كالطراز التركي والعربي والأندلسي.

شيد القصر في القرن 19 حوالي السنة 1860 من قبل الجنرال أحمد زروق واستعمل كمركز مراقبة للبلاد خلال ثورة علي بن غذاهم سنة 1864.

حاليا هو مقر مؤسسة بيت الحكمة.

## الإستخدامات
بعد تشييد القصر، استغله الجنرال زروق للسكن، ثم في سنة 1922 اشتراه محمد الحبيب باي بملغ قدره 000 40 فرنك تونسي واستعمله للإقامة والعمل.

وفي سنة 1943، باي تونس محمد الأمين باي ابن الحبيب باي، اختاره ليكون قصرا ملكي للبايات أنذاك، مع القليل من التغييرات التجميلية.

بعد استبدال النظام الملكي سنة 1957، أرجعت البناية إلى عهدة الدولة التونسية، واستعمل كمقر لمكتب الصناعات التقليدية التونسية ثم مقر المعهد الوطني للتراث، ثم في سنة 1983 وبعد إنشاء مؤسسة بيت الحكمة أصبحت هذه البناية هي المقر الرسمي لها.

## التاريخ
شهد قصر زروق أحداث هامة من تاريخ تونس مثل منح الحكم الذاتي لتونس داخليا عبر بيير منديس فرانس سنة 1954.